# Кисел, Боб
Роберт Аллан Кисел (англ. Robert Allan Kiesel; 30 августа 1911 — 6 августа 1993) — американский легкоатлет, который специализировался в беге на короткие дистанции.

## Биография
Олимпийский чемпион в эстафете 4×100 метров (1932).
Экс-рекордсмен мира в эстафете 4×100 метров.
По завершении спортивной карьеры работал до 1941 года на предприятии по производству красок, затем участвовал во Второй мировой войне. После военной службы работал 23 года в семейном инвестиционном бизнесе. Последние годы жизни провёл на собственной ферме в Айдахо.
Олимпийские чемпионы в эстафете 4х100 метров
- 1912:  Дэвид Джекобс, Генри Макинтош, Виктор Д’Арси, Уильям Эпплгарт
- 1920:  Чарльз Паддок, Джексон Шольц, Лорен Мерчисон, Моррис Киркси
- 1924:  Фрэнк Хасси, Луис Кларк, Лорен Мерчисон, Эл Ликони
- 1928:  Фрэнк Викофф, Джеймс Куинн, Чарльз Бора, Генри Рассел
- 1932:  Боб Кисел, Эмметт Топпино, Эктор Дайер, Фрэнк Викофф
- 1936:  Джесси Оуэнс, Ральф Меткалф, Фой Дрэпер, Фрэнк Викофф
- 1948:  Барни Юэлл, Лоренцо Райт, Харрисон Диллард, Мельвин Паттон
- 1952:  Дин Смит, Харрисон Диллард, Линди Ремиджино, Энди Стэнфилд
- 1956:  Тэйн Бейкер, Лаймон Кинг, Бобби Морроу, Айра Мерчисон
- 1960:  Бернд Кульман, Армин Хари, Вальтер Малендорф, Мартин Лауэр
- 1964:  Пол Дрэйтон, Джерри Эшуорт, Ричард Стеббинс, Боб Хэйес
- 1968:  Чарльз Грин, Мел Пендер, Ронни Рэй Смит, Джим Хайнс
- 1972:  Ларри Блэк, Роберт Тейлор, Джеральд Тинкер, Эдди Харт
- 1976:  Харви Гланс, Джонни Джонс, Миллард Хэмптон, Стив Риддик
- 1980:  Владимир Муравьёв, Николай Сидоров, Александр Аксинин, Андрей Прокофьев
- 1984:  Сэм Грэдди, Рон Браун, Кэлвин Смит, Карл Льюис
- 1988:  Виктор Брызгин, Владимир Крылов, Владимир Муравьёв, Виталий Савин
- 1992:  Карл Льюис, Деннис Митчелл, Лерой Баррелл, Майкл Марш, Джеймс Джетт
- 1996:  Эсми Роберт, Гленрой Гилберт, Бруни Сурин, Донован Бейли, Карлтон Чемберс
- 2000:  Джон Драммонд, Бернард Уильямс, Брайан Льюис, Морис Грин, Тим Монтгомери, Кеннет Брокенбурр
- 2004:  Джейсон Гарденер, Даррен Кэмпбелл, Марлон Девониш, Марк Льюис-Фрэнсис
- 2008:  Кестон Бледмен, Марк Бернс, Эммануэль Каллендер, Ричард Томпсон, Аарон Армстронг
- 2012:  Неста Картер, Майкл Фрэйтер, Йохан Блэйк, Усэйн Болт, Кемар Бэйли-Коул
- 2016:  Асафа Пауэлл, Йохан Блэйк, Никель Ашмид, Усэйн Болт, Джевон Минзи, Кемар Бэйли-Коул
- 2020:  Лоренцо Патта, Марсель Якобс, Эсеоса Десалу, Филиппо Торту